# لی سون جه
لی سون جه (به کره‌ای: 이순재 به انگلیسی: Lee Soon-jae) (زاده ۱۶ نوامبر ۱۹۳۴) بازیگر کره جنوبی است. او در مجموعه تلویزیونی تاجر پوسان در نقش پارک جومیونگ و در ایسان در نقش پادشاه یونگ جو و در ملکه سوندوک در نقش جین هیونگ بزرگ شناخته شد.
.